# 拉克伦·埃尔默
拉克伦·埃尔默（英語：Lachlan Elmer，1969年6月7日—），澳大利亚男子曲棍球运动员。他曾代表澳大利亚国家队参加1992年和1996年夏季奥林匹克运动会曲棍球比赛，获得一枚银牌和一枚铜牌。